# Васкес, Эрика
Эрика Васкес Моралес (исп. Erika Vázquez Morales; род. 16 февраля 1983, Памплона) — испанская футболистка, нападающий. Участница чемпионата мира 2015 года в составе национальной сборной.

## Карьера

### Клубная карьера
Во взрослом футболе дебютировала в 1998 году в испанском женском футбольном клубе «Лагунак», за который выступала на протяжении первых шести сезонов своей игровой карьеры.
В 2004 году перешла в другой испанский клуб «Атлетик Бильбао», за который выступала на протяжении большей части своей карьеры. Вместе с командой дважды становилась чемпионкой Испании в сезонах 2004/05 и 2006/07. В 2010 году ненадолго присоединилась к команде «Эспальол», после чего вернулась в «Атлетик Бильбао», с которым в сезоне 2015/16 вновь завоевала титул чемпионки страны. Завершила профессиональную футбольную карьеру в 2022 году в возрасте 39 лет.

### Карьера в сборной
В 2003 году дебютировала в официальных матчах в составе женской национальной сборной Испании по футболу. Спустя два года команда принимала участие в отборочном этапе чемпионата Европы, однако, не смогла квалифицироваться на турнир. В 2013 году Васкес вошла в состав команды, представлявшей страну на чемпионате Европы в Швеции, а два года спустя вместе с командой поехала на чемпионат мира в Канаде.
Всего в составе национальной команды приняла участие в 47 матчах, отметившись 7 забитыми голами.

## Достижения
«Атлетик Бильбао»
- Чемпионка Испании: 2004/05, 2006/07, 2015/16